# الدفاع السيبراني الاستباقي
الدفاع السيبراني الاستباقي هو مُصطلح يُشير إلى السلوك الاستباقي أو الإجراءات الاستباقية التي تهدف إلى مواجهة أي هجوم سيبراني. ويمكن فهم أساليب الدفاع السيبراني الاستباقي باعتبارها خيارات تقف بين التدابير الهجومية والدفاعية. وتشمل أساليب الدفاع السيبراني الاستباقي اعتراض أو تعطيل أو ردع أي هجوم سيبراني وشيك أو الاستعداد للهجمات السيبرانية، سواءً استباقيًا أو التصدي لها عند حدوثها. يختلف الدفاع السيبراني الاستباقي عن الدفاع النشط، في كون الأول استباقي، أي أنه لا ينتظر وقوع الهجوم لكي يبدأ في اتخاذ إجراءات، كما يختلف الدفاع السيبراني النشط عن العمليات السيبرانية الهجومية في كون الأخيرة تتطلب استثناءات تشريعية للقيام بها. وبالتالي، يمكن تطوير القدرات السيبرانية الهجومية بالتعاون مع القطاع الصناعي وبتسهيل من القطاع الخاص.

## الأساليب والأهداف
تشمل الأساليب الشائعة للدفاع السيبراني الاستباقي الخداع السيبراني، والإسناد، ورصد التهديدات، والملاحقة العدائية. وتتمثل مهمة العمليات الاستباقية في تنفيذ عمليات اعتراض وتعطيل هجومية ضد الخصم باستخدام عمليات التلاعب النفسية، ونشر المعلومات المُدارة، والاستهداف الدقيق، وعمليات حرب المعلومات، واستغلال شبكات الحاسوب، وغيرها من التدابير الفعالة للحد من التهديدات. وتهدف استراتيجية الدفاع الاستباقي إلى تحسين جمع المعلومات من خلال تحفيز ردود فعل جهات التهديد، وتوفير خيارات الهجوم، بالإضافة إلى تعزيز الاستعداد العملياتي لساحة المعركة الحقيقية أو الافتراضية. كذلك يمكن أن يكون الدفاع السيبراني الاستباقي إجراءًا يهدف للكشف عن المعلومات والحصول عليها قبل وقوع هجوم سيبراني، أو قد يهدف أيضًا للتصدي لعملية سيبرانية وشيكة من خلال تحديد مصدر العملية أو من خلال شن عملية استباقية أو وقائية أو عملية سيبرانية مضادة لها. وتشمل أساليب الهجمات السيبرانية الاستباقية أيضًا التلاعب بالشبكات والأنظمة أو تعطيلها بهدف الحد من القدرة العملياتية للخصم أو القضاء عليها. ويمكن أن تكون هذه الهجمات مطلوبة لضمان حرية التصرف في المجال السيبراني. يمكن شنّ الهجمات السيبرانية كوسيلة دفاع نشط لصد هجوم سيبراني أو لدعم العمليات المُضادة.

## الدفاع السيبراني
من الناحية الاستراتيجية، يشير الدفاع السيبراني إلى العمليات التي تُجرى في المجال السيبراني دعماً لأهداف المهمة. ويكمن الفرق الرئيسي بين الأمن السيبراني والدفاع السيبراني في أن الدفاع السيبراني يتطلب تحولاً من ضمان الشبكة (الأمن) إلى ضمان المهمة. يركز الدفاع السيبراني على استشعار الخصوم وكشفهم وتوجيههم والاشتباك معهم لضمان نجاح المهمة والتغلب عليهم. ويتطلب هذا التحول من التأمين إلى الدفاع تركيزاً قوياً على وسائل الاستخبارات والاستطلاع، وتكامل أنشطة الأركان لتشمل الاستخبارات والعمليات والاتصالات والتخطيط. وتشير العمليات السيبرانية الدفاعية إلى الأنشطة التي تُنفذ على البنية التحتية المعلوماتية العالمية أو عبرها، بهدف حماية المعلومات الإلكترونية والبنى التحتية المعلوماتية للمؤسسات، وذلك لضمان أداءها للمهام المختلفة المنوطة بها. لا تتضمن العمليات السيبرانية الدفاعية عادةً أي اشتباك مباشر مع الخصم. أما العمليات السيبرانية النشطة فتشير إلى الأنشطة التي تُنفذ على البنية التحتية المعلوماتية العالمية بهدف إضعاف قدرات ونوايا وأنشطة فرد أو دولة أو منظمة أو جماعة إرهابية أجنبية، وتعطيلها، والتأثير عليها، والرد عليها، والتدخل فيها. يتفاعل الدفاع السيبراني النشط مع الخصم بشكل حاسم، ويتضمن أنشطة ملاحقة عدائية.